# Bālā Ābdāng
Bālā Ābdāng (persiska: بالا آبدانگ) är en ort i Iran.   Den ligger i provinsen Mazandaran, i den norra delen av landet, 180 km nordost om huvudstaden Teheran. Bālā Ābdāng ligger 33 meter över havet och antalet invånare är 339.
Terrängen runt Bālā Ābdāng är platt åt nordväst, men åt sydost är den kuperad. Runt Bālā Ābdāng är det ganska tätbefolkat, med 111 invånare per kvadratkilometer. Närmaste större samhälle är Sari, 5,0 km väster om Bālā Ābdāng. Trakten runt Bālā Ābdāng består till största delen av jordbruksmark.